# Irene Fonseca
Irene Maria Quintanilha Coelho da Fonseca (Lisboa, 10 de julho de 1956) é uma matemática estadunidense nascida em Portugal. É professora de matemática do Mellon College of Science da Universidade Carnegie Mellon, onde é diretora do Center for Nonlinear Analysis.
A 7 de março de 1997, foi agraciada com o grau de Grande-Oficial da Ordem Militar de Sant'Iago da Espada.
Recebeu um Doutoramento Honoris Causa pela Universidade Nova de Lisboa em 2013.